# Fürst Johann von Anhalt
Das Gemälde Fürst Johann von Anhalt ist ein Werk von Lucas Cranach dem Älteren, das den Fürsten Johann von Anhalt als Knabe zeigt. Es ist ein Tafelgemälde auf Buchenholz aus der Zeit um 1520, das sich in der Gemäldesammlung des Jagdschlosses Grunewald in Berlin befindet.

## Beschreibung
Das 64,9 cm × 45,8 cm große Bildnis zeigt Johann von Anhalt in Dreiviertelansicht von der linken Seite. Er trägt einen Küriss in der Art eines Kostümharnischs. Die herausgetriebenen Querwulste an den Armen ahmen die Tracht von Landsknechten nach. In der linken Hand hält er ein Kurzschwert während die rechte Hand in die Hüfte gestemmt ist. Die lateinische Bildbeschriftung im oberen Bildteil lautet in Übersetzung „Ein Bild des erlauchten jungen Herrn Johann Fürst von Anhalt im Alter von 16 Jahren 1520“.
Das Bild war von Anfang des 19. Jahrhunderts bis nach dem Ersten Weltkrieg im Besitz der Herzöge von Anhalt und befand sich in Wörlitz im Gotischen Haus. 1958 wurde es aus Privatbesitz in Köln für Ausstellungszwecke in Berlin erworben. Heute steht das Bild im Eigentum der Stiftung Preußische Schlösser und Gärten Berlin-Brandenburg und wird dort unter der Inventarnummer DE SPSG GK I30029 geführt.

## Entstehungsgeschichte

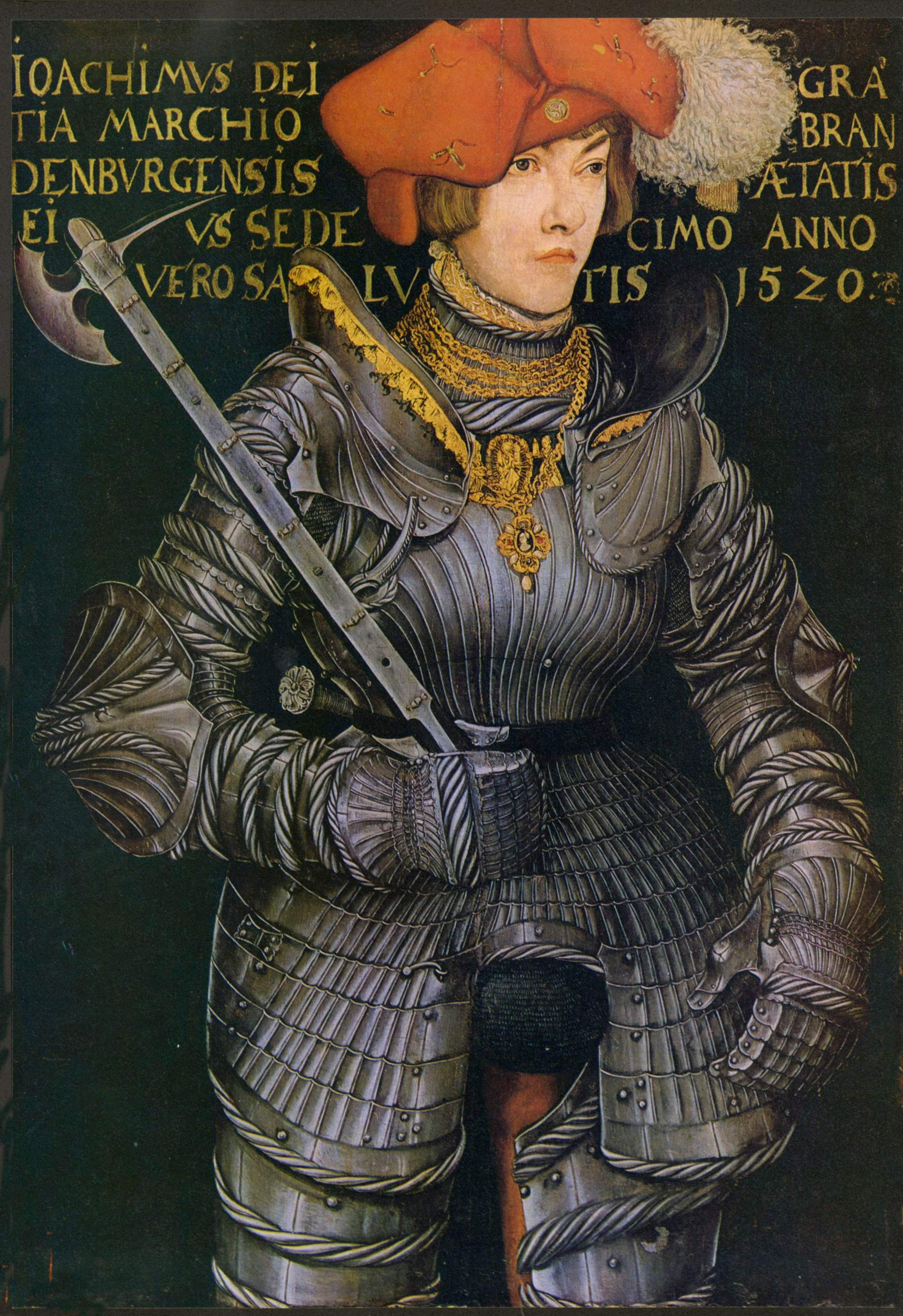
Das andere Bild des Doppelportraits: Kurprinz Joachim II. von Brandenburg

Zum Gemälde vom Fürsten Johann von Anhalt gibt es ein als Gegenstück wirkendes Porträt, das den Kurprinzen Joachim II. von Brandenburg ebenso im Alter von 16 Jahren und in voller Rüstung darstellt. Beim Vergleich der Bilder werden die Rangunterschiede der Abgebildeten deutlich. Das Bild von Johann ist künstlerisch weniger aufwändig ausgeführt als das des ranghöheren Kurprinzen. Auch ist der Harnisch von Johann weniger aufwendig gearbeitet und er trägt weniger Schmuck.
Der Entstehungszeitraum der Doppelporträts lässt sich auf den Zeitraum von Herbst 1520 bis zum Frühjahr 1521 eingrenzen. Zu dieser Zeit regierte Johann von Anhalt nach dem Tod seines Vaters Ernst von Anhalt 1516 das Fürstentum Anhalt unter der Vormundschaft seiner Mutter Margarethe von Münsterberg gemeinsam mit zwei Brüdern. Da er auch unter der Vormundschaft von Kurfürst Joachim I. von Brandenburg stand, ging Johann um 1516 an den kurfürstlichen Hof in Cölln, wo er vermutlich mit dem gleichaltrigen Kurprinzen Joachim II. erzogen wurde.
Entstanden sein können die Doppelporträts in Wittenberg in der Werkstatt von Lucas Cranach, da seinerseits im möglichen Entstehungszeitraum kein Besuch am fürstlichen Hof in Cölln bekannt ist. Belegt sind dagegen zwei Aufenthalte der jungen Adligen in Wittenberg. Sie hielten sich dort am 16. Januar 1520 bei ihrer Hinreise zum Reichstag zu Worms und bei ihrer Rückreise am 28. März 1520 auf.
Vergleichbare Bilder von Fürsten in Harnisch kamen im Heiligen Römischen Reich erst in der 2. Hälfte des 16. Jahrhunderts auf. Bei Lucas Cranach dem Älteren sind sie singular, bei Lucas Cranach dem Jüngeren sind zwei ähnliche Gemälde bekannt. Daher ist anzunehmen, dass die Doppelportraits eine Auftragsarbeit sind, deren Auftraggeber aber nicht bekannt ist.